# Sprawa elbląska

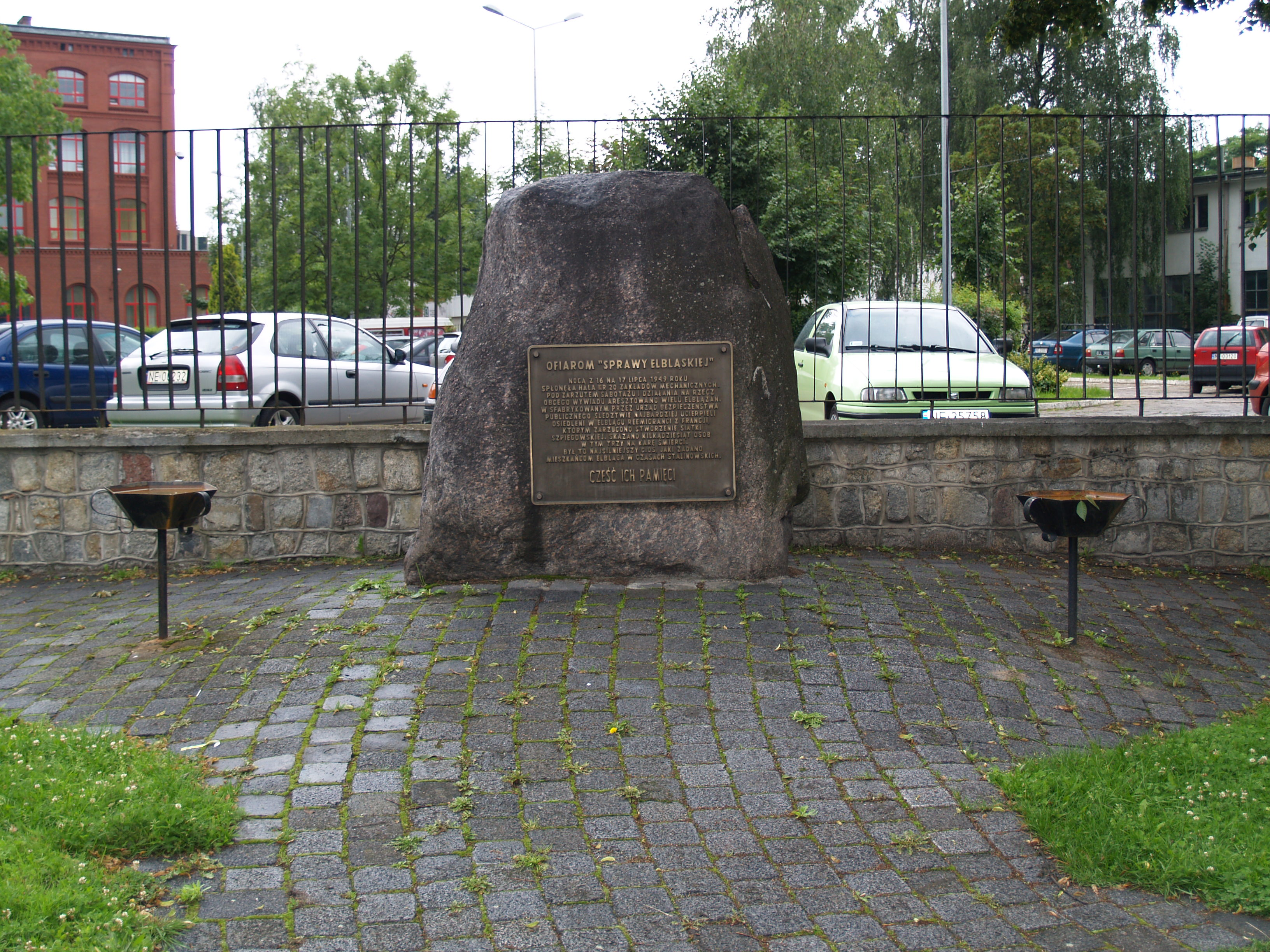
Skwer Ofiar Sprawy Elbląskiej

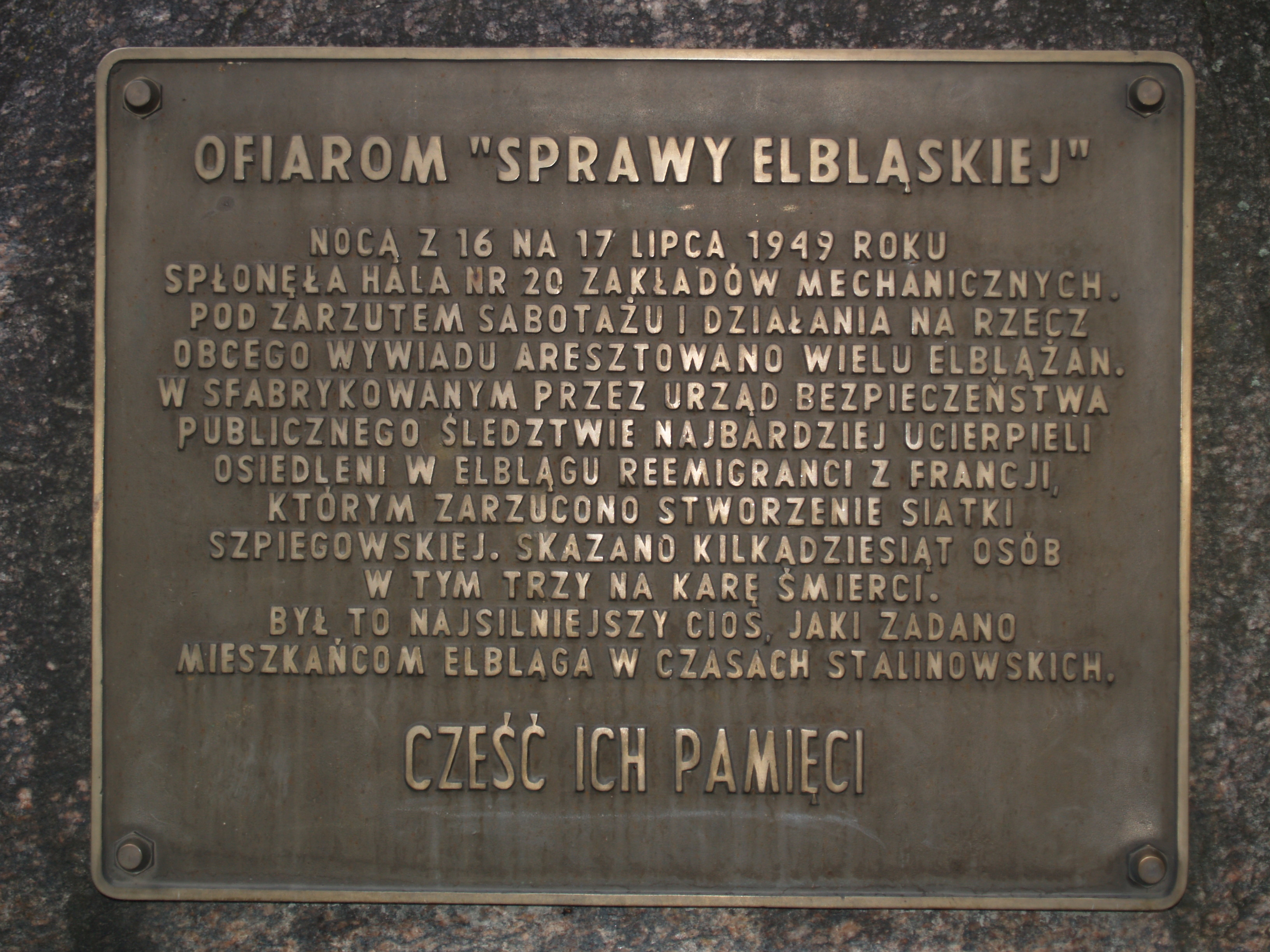
Skwer Ofiar Sprawy Elbląskiej – tablica pamiątkowa

Sprawa elbląska – potoczne określenie wydarzeń związanych z pożarem hali produkcyjnej nr 20 zakładów mechanicznych „Zamech” w Elblągu i konsekwencji tego pożaru.
W nocy z 16 na 17 lipca 1949 spłonęła hala produkcyjna nr 20 zakładów mechanicznych „Zamech” w Elblągu. Według odtajnionych sprawozdań Urzędu Bezpieczeństwa 17 lipca 1949 aresztowano 75 osób. Do 1 września cele zapełniało ok. 150 osób. Z całości odtajnionych materiałów wynika, że łącznie aresztowano przynajmniej 222 osoby. Rodziny zatrzymanych traciły mieszkania i pracę. Część aresztowanych, między innymi reemigranci z Francji oskarżeni o tworzenie siatki szpiegowskiej, nie miała żadnych związków z „Zamechem”, ich aresztowanie miało charakter polityczny. Troje z aresztowanych skazano na śmierć, sześcioro na długoletnie więzienie. Henryk Zając został znaleziony martwy w celi, Adam Basista zmarł trzy lata po wyjściu z więzienia. Był to najbardziej odczuwalny w Elblągu akt stalinowskiego terroru. Wydarzenie to wiązane jest z trwającą wówczas nagonką na Polaków przebywających podczas II wojny światowej we Francji, oraz obywateli i dyplomatów francuskich przebywających wówczas w Polsce.

## Wyroki[1][2]

### Kara śmierci
1. Jean Bastard
2. Alojzy Banasiewicz
3. Andrzej Skrzesiński

### Kara pozbawienia wolności
1. Stefan Czyż – dożywotnie pozbawienie wolności
2. Adam Basista – 15 lat więzienia
3. Bolesław Jagodziński – 15 lat więzienia
4. Bołesław Bubulis – 12 lat więzienia
5. Edward Dawidowicz – 12 lat więzienia
6. Józef Olejniczak – 11 lat więzienia

24 marca 1956 wszystkich skazanych uniewinniono.
Wydarzenie to jest upamiętnione w Elblągu skwerem im. Ofiar Sprawy Elbląskiej oraz tablicą pamiątkową.